# Giovanni Antonio Borrelli
Giovanni Antonio Borrelli, o Gianfrancesco Antonio Borrelli (Messina, 1613 – 1679), è stato un matematico e fisico italiano. Spesso confuso con il contemporaneo Giovanni Alfonso Borelli, di cui forse era il fratello.
Nella sua attività anche uno studio sulla tremenda eruzione del 1669 che investì ed in parte sommerse Catania.